# ガス交換

ヒトにおけるガス交換。酸素（O2）と二酸化炭素（CO2）が毛細血管と肺胞の間でin-outしている。

ガス交換（ガスこうかん、Gas exchange）とは、呼吸器官により体内に酸素を取り入れ、体内から二酸化炭素を排出することである。なお、ヒトにおける外呼吸は「肺でのガス交換」とほぼ同じ意味を持つ。

## 原理
右心室から静脈血が肺動脈を通り肺（肺胞）へ入る。肺は酸素（O2）分圧が高く、血中では低いため、肺と血中のO2の濃度差（圧力差）が駆動力となりO2は肺から血中へ拡散する。逆に二酸化炭素（CO2）は同様の原理で血中から肺へ拡散する。
CO2を失いO2を受け取った血液は、動脈血となって肺静脈より左心房に入り、左心室から大動脈を介して全身に向かって拍出される。この血液は末梢に達し、毛細血管に入って、体組織との間で呼吸ガスの交換を行う。なお、右心室から左心房までの一連の工程を肺循環と呼ぶ。
肺拡散能が低下する疾患に肺線維症や慢性肺気腫がある。肺線維症は肺の間質が厚くなるため、膜厚が厚くなり、肺拡散能が低下する。慢性肺気腫では肺胞が破壊されて拡散面積が小さくなるために肺拡散能が低下する。
また、ガス交換の効率は換気と血流のバランス（換気・血流比）によって決まる。すべての肺胞が均等に換気され、かつ均等な血流を受けるとき（つまり換気・血流比の不均等分布がないとき）の肺胞気ガス組成を理想肺胞気という。拡散能の低下や肺の血流シャントがなければ、動脈血のガス分圧は理想肺胞気のガス分圧と同じになる。しかし、実際の肺では健常者であっても換気・血流比は均等ではない。
理想肺胞気の酸素分圧と実際の動脈血酸素分圧との差を理想肺胞気・動脈血酸素分圧較差（A-aDo2）といい、換気・血流比の不均等分布が存在するとA-aDo2は増加する。

## ガス交換の仕組み

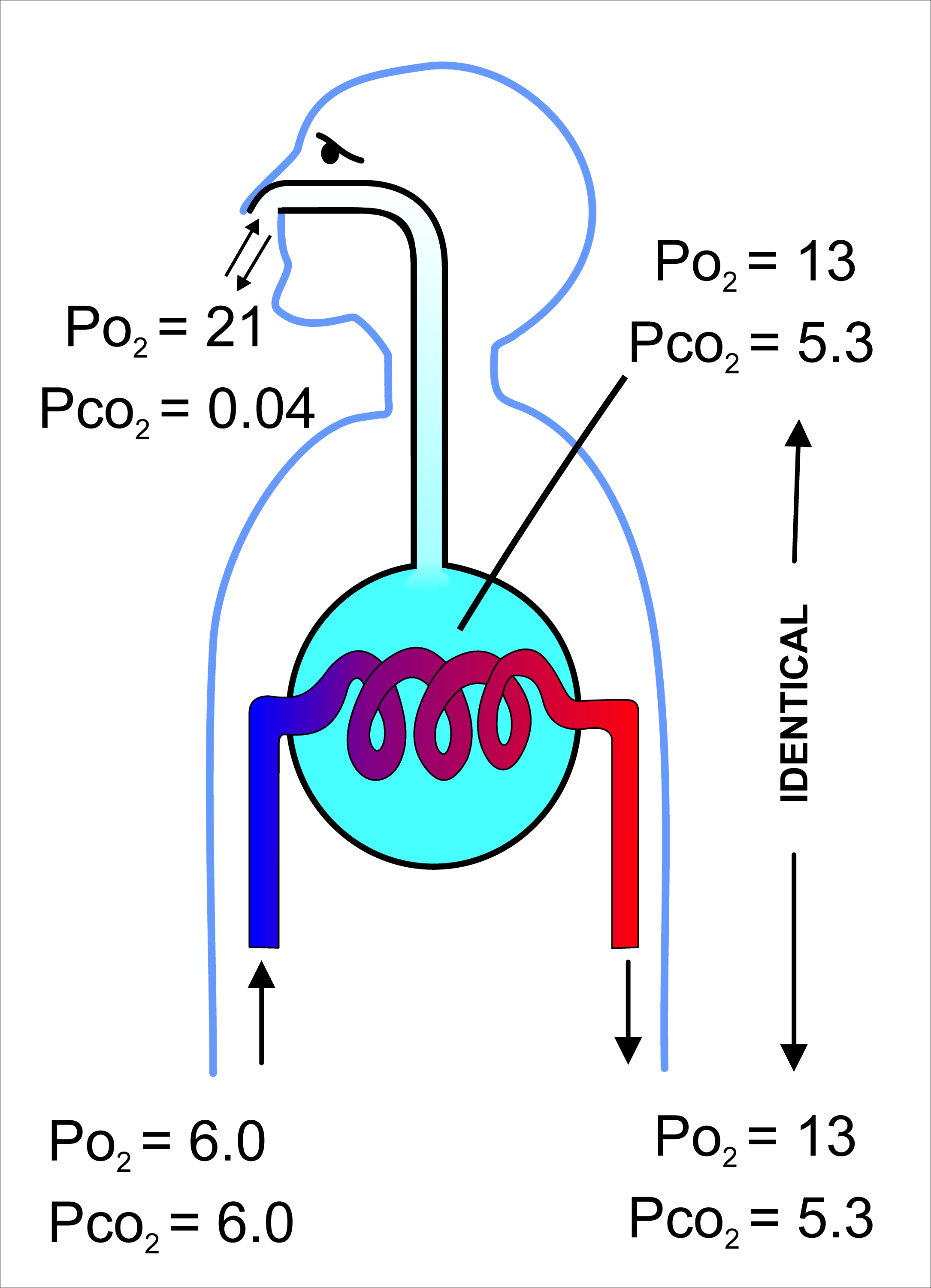
外呼吸のガス交換の概略図（分圧単位：kpa、7.5倍するとmmHgの値）。酸素（O_{2}）を含んだ空気を吸気し、細胞呼吸で酸素が減り二酸化炭素（CO_{2}）が多くなった血液と空気の間でガス交換し、呼気として吐き出す。

|          | 表面積                 | 通過する細胞数              | 濃度勾配の維持             | 呼吸器       |
| -------- | ---------------------- | --------------------------- | -------------------------- | ------------ |
| 人間     | 総肺胞 = 70–100 m2     | 肺胞と毛細血管（2細胞）     | 毛細血管に流れる血流と呼吸 | 肺           |
| 魚       | 魚による               | 通常は1細胞                 | 泳ぐときの水の流れ         | えら         |
| 昆虫     | 気管                   | 1細胞                       | 体を動かして換気           | 気門         |
| 海綿動物 | Ostia pores            | 1細胞                       | 水流                       | なし         |
| 扁形動物 | 体                     | 通常は1細胞                 | 泳ぐときの水の流れ         | なし         |
| 刺胞動物 | 口腕                   | 通常は1細胞                 | 水流                       | なし         |
| 爬虫類   | 肺                     | 気管と毛細血管（2つの細胞） | 呼吸                       | 気管         |
| 両生類   | 水棲では鰓、水上では肺 | 1-2細胞                     | 水流と呼吸                 | 肺・皮膚・鰓 |
| 鳥・恐竜 | 肺                     | 気管と毛細血管（2つの細胞） | 気嚢                       | 気管         |
| 植物     | 葉                     | 1細胞                       | 気流                       | 気孔         |

## ガス交換に関わる細胞
ヘモグロビンなどの呼吸色素が酸素の98.5％を運ぶ（高圧酸素治療の際は、血漿に高圧酸素を溶解させて運ばせる場合がある）。二酸化炭素は人間の場合は、ヘモグロビンと結合したカルバミノヘモグロビンが約10-23％・炭酸脱水酵素で変換された炭酸水素イオンの状態が70-85％・あとは血漿に溶解した二酸化炭素の形で肺に送られる。